# باشگاه فوتبال تتفورد تاون
باشگاه فوتبال تتفورد تاون (به انگلیسی: Thetford Town Football Club) یک باشگاه فوتبال در شهر تتفورد، کشور انگلستان است که در سال ۱۸۸۳ میلادی تأسیس شده‌است.